# François-Frédéric Guy
 (avril 2017).
Si vous disposez d'ouvrages ou d'articles de référence ou si vous connaissez des sites web de qualité traitant du thème abordé ici, merci de compléter l'article en donnant les références utiles à sa vérifiabilité et en les liant à la section « Notes et références ».
Pour les articles homonymes, voir Guy.
François-Frédéric Guy (né le 23 janvier 1969 à Vernon) est un pianiste français.

## Biographie

### Formation
François-Frédéric Guy entre au Conservatoire national supérieur de musique et de danse de Paris à onze ans et travaille avec Dominique Merlet et Christian Ivaldi. Diplômé en 1989, il gagne le premier prix spécial du jury, au Concours de Munich et en 1992, Premier prix et le prix d'interprétation du Concours Unisa de Pretoria. En 1994, il est invité à la Fondation du lac de Côme et y suit l'enseignement de Karl Ulrich Schnabel (fils d'Artur), Leon Fleisher, Murray Perahia, Charles Rosen, Fou Ts'ong et Dietrich Fischer-Dieskau. 

### Carrière
François-Frédéric Guy est considéré comme un spécialiste de la musique allemande. Il a travaillé aux côtés de chefs de renommée internationale tels que Paavo Berglund, Daniel Harding, Edvard Gardner, Philippe Jordan, Esa-Pekka Salonen, Michaël Sanderling, Michael Tilson Thomas, Wolfgang Sawallisch. Il est l'invité de nombreux orchestres et participe aux festivals de Lucerne (avec Bernard Haitink et le LPO), Chopin à Varsovie (avec le Sinfonia Varsovia), La Roque-d'Anthéron en récital et avec orchestre, Printemps des arts de Monte-Carlo, festival international de Colmar, AlpenKlassik de Bad-Reichenhall, Festspielhaus de Baden-Baden, ou Beethovenfest de Bonn. ll s'est produit également à Londres au Queen Elizabeth Hall, au Wigmore Hall et à Kings Place, au Royal Northern College of Music de Manchester, à l’opéra Garnier de Monte-Carlo et à la Maison symphonique de Montréal.
En 2006, François-Frédéric Guy fait ses débuts aux Prom's de Londres avec le Philharmonia sous la direction d'Esa-Pekka Salonen et en 2011, il a fait ses débuts à Moscou à la Spivakov Hall.  
Passionné par le répertoire contemporain, il se produit dans les plus importants festivals de création contemporaine comme Musica à Strasbourg, le festival d’Automne à Paris, Manca à Nice, Archipel à Genève ou le Muzikgebouw d’Amsterdam. Il se fait l'interprète d'Ivan Fedele, Christian Lauba, Jacques Lenot, Éric Montalbetti, Tristan Murail, Gérard Pesson, ou Hugues Dufourt. En 2012, il crée le double concerto de Bruno Mantovani, ainsi que le premier Livre du cycle pour piano, En pièces de Marc Monnet (Festival Musica de Strasbourg), dont il est le dédicataire. En 2014, il donne à Séoul la création asiatique du Désenchantement du Monde pour piano et orchestre de Tristan Murail sous la direction de Thierry Fischer et, en 2018, il donne en création mondiale Cailloux dans l'eau de Tristan Murail pour piano solo (Festival Les Solistes à Bagatelle). En  2019, Aurélien Dumont écrit pour lui Écoumène pour piano et orchestre qu'il crée en joué-dirigé à l'opéra de Limoges avec l'Orchestre de l'Opéra en octobre 2019 et au Théâtre des Champs-Élysées avec l'Orchestre de Chambre de Paris en avril 2020. 
Il exprime également son amour pour la voix en se produisant régulièrement avec des artistes lyriques comme Sophie Koch. 
Depuis 2008, François-Frédéric Guy se consacre à un « Beethoven Project », sur scène comme au disque. Son intégrale des concertos avec le philharmonique de Radio France dirigé par Philippe Jordan a été unanimement saluée par la critique internationale. Il a donné plusieurs intégrales des 32 sonates qu'il a enregistrées en 2012 pour le label Outhere/Zig-Zag Territoires. Pour enrichir ce projet, il donne l'intégrale de la musique de chambre pour piano et cordes aux côtés de Tedi Papavrami et Xavier Phillips (Metz, Monaco, Washington, Genève…), qu'il enregistre pour Evidence Classics.
Depuis 2012, il dirige du clavier les concertos de Beethoven, Mozart et Brahms avec  l'Orchestre national de Lille, l'Orchestre régional Avignon-Provence, l'Orchestre de l'Opéra de Limoges, l'Orchestre philharmonique royal de Liège, l'Orquesta Sinfónica de Tenerife, l'Orchestre National des Pays de Loire et il collabore régulièrement avec Sinfonia Varsovia avec qui il publie un enregistrement des 5 concertos de Beethoven en joué-dirigé (Label Printemps des Arts de Montge Carlo, 2019) et avec l'Orchestre de chambre de Paris pour lequel il est artiste associé comme pianiste et chef d’orchestre entre 2017et 2020. 
Il donne à nouveau l’intégrale des 32 Sonates de Beethoven au festival Berlioz de La Côte-Saint-André en 2013, à Rio de Janeiro en 2015, à Tokyo en 2019 et à Séoul de 2017 à 2020. Et débute un « projet Brahms » en 2016.
En mars 2017, il fait ses débuts de chef d’orchestre à Paris (théâtre des Champs-Élysées) en dirigeant la 5e Symphonie de Beethoven avec l’Orchestre de chambre de Paris.
Entre 2014 et 2017, il est artiste en résidence à l’Arsenal de Metz (France)
En 2017, il fait ses débuts à Vienne avec l'Orchestre symphonique de Vienne, dirigé par Philippe Jordan (Béla Bartók, Concerto nº 3).
On a pu l'entendre récemment avec l'Orchestre philharmonique du Luxembourg sous la direction de Michał Nesterowicz, l'Orchestre philharmonique de Radio France et Leon Fleisher, l’Orchestre du Capitole de Toulouse, des Pays de Savoie, l'Orchestre national des Pays de la Loire et Pascal Rophé, le Philharmonia, le Brabant Orkest, l’Orchestre philharmonique de Varsovie et Pablo Gonzalez, l'Orquesta Sinfónica del Gran Teatro del Liceo et Josep Pons, l'Orchestre symphonique de la BBC et l'Orchestre Symphonique du Québec et Fabien Gabel, l’Orchestre philharmonique de Monte-Carlo et Michail Jurowski, à la Tonhalle de Zürich avec Philippe Jordan, au Concertgebouw d’Amsterdam avec Marc Albrecht, ou bien en récital à Paris à la salle Gaveau et au théâtre des Champs-Élysées, à l'Arsenal de Metz, au Grand Théâtre d’Aix-en-Provence ou à Londres au Wigmore Hall, ou à Kings' Place.
En janvier 2020 il triomphe à Paris, au Théâtre des Champs-Élysées en proposant en une soirée les 5 concertos de Beethoven avec l'Orchestre de chambre de Paris qu'il dirige du clavier, devant une salle comble qui lui fait une standing ovation. Pendant cette année 2020, il donne de nombreux récitals, concerts de musique de chambre et avec orchestre consacrés à Ludwig van Beethoven pour commémorer le 250e anniversaire de sa naissance. Il se produit à Budapest, Londres, Berlin, Paris, Varsovie, Moscou, et terminera cette année beethovenienne à Montréal avec Christoph Eschenbach.

## Créations
- Éric Tanguy, Sonate pour piano no 1 (1996), œuvre dédiée à François-Frédéric Guy.
- Hugues Dufourt, Erlkönig (2006), œuvre dédiée à François-Frédéric Guy.
- Bruno Mantovani, Double concerto pour piano (2012), l'œuvre est dédiée à Varduhi Yeritsyan et François-Frédéric Guy.
- Marc Monnet, En pièces, Livre 1 (2012), œuvre dédiée à François-Frédéric Guy.
- Marc Monnet, Trio n°3 pour violon, violoncelle, piano et électronique (2013), l'œuvre est dédiée à Tedi Papavrami, Xavier Phillips et François-Frédéric Guy
- Tristan Murail, Le Désenchantement du Monde pour piano et orchestre (Séoul, 2014)
- Aurélien Dumont, Other Pages (2016)[4], œuvre dédiée à François-Frédéric Guy.
- Hugues Dufourt, Reine Spannung (2018), l'œuvre est dédiée à François-Frédéric Guy.
- Eric Montalbetti, Trois Études après Kandinsky (2018)[5].
- Tristan Murail, Cailloux dans l'eau (2018), œuvre dédiée à François-Frédéric Guy.
- Aurélien Dumont, Écoumène pour piano et orchestre (2019), œuvre dédiée à François-Frédéric Guy.

## Discographie

### Piano solo
- Brahms, Sonates pour piano no 2 et no 3 (Meridian)
- Beethoven, Sonates opus 106 et opus 109 (Harmonia Mundi, 1998)
- Prokofiev, Sonates no 6 et 8 (Naïve)
- Beethoven, Sonate « Pathétique », Sonate opus 106 « Hammerklavier » et Sonate opus 49 no 1 (Naïve, 2006)
- Marc Monnet, Imaginary Travel (Outhere/Zig-Zag Territoires, 2010)
- Liszt, Sonate en si mineur – Harmonies poétiques et religieuses (2 CD Zig-Zag Territoires, mars 2011)
- Beethoven, Intégrale des Sonates (coffret 9 CD, Outhere/Zig-Zag Territoires, octobre 2013)
  - Beethoven, Intégrale des sonates, vol. I (3 CD, Outhere/ Zig-Zag Territoires, octobre 2011)
  - Beethoven, Intégrale des Sonates, vol. II (3 CD, Outhere/Zig-Zag Territoires, avril 2012)
  - Beethoven, Intégrale des Sonates, vol. III (3 CD, Outhere/Zig-Zag Territoires, janvier 2013)
- Brahms, Sonates nos 1, 2, 3 (Evidence Classics, avril 2016)

### Musique de chambre
- Brahms, Sonates pour clarinette et piano avec Romain Guyot (Harmonia Mundi, 1996)
- Brahms, Sonates pour violoncelle et piano avec Anne Gastinel (Auvidis)
- Beethoven, Sonates no 2, 4 et 5 pour violoncelle et piano avec Anne Gastinel (Naïve)
- Beethoven, Sonates no 1, 3 et Variations  pour violoncelle et piano avec Anne Gastinel (Naïve)
- Beethoven, Intégrale de la musique pour violoncelle et piano avec Xavier Phillips (Evidence Classics, novembre 2015)
- Debussy, Stravinsky, Bartók - Transcriptions for two pianists avec Jean-Efflam Bavouzet (Chandos, 2015)
- Bartók, Sonate pour 2 pianos et percussions avec Cédric Tiberghien, Colin Currie, Sam Walton (Hyperion, 2015)
- Beethoven, Intégrale des Sonates pour violon et piano avec Tedi Papavrami (Evidence Classics, octobre 2017)

### Concerto
- Brahms, Concerto no 2 - Orchestre philharmonique de Londres, dir. Paavo Berglund, direction (concert, Naïve, 2004)
- Beethoven, Intégrale des concertos pour piano et orchestre - Orchestre philharmonique de Radio France , dir. Philippe Jordan (coffret 3 CD, Naïve, 2010)
- Beethoven, Intégrale des concertos pour piano et orchestre - Sinfonia Varsovia, François-Frédéric Guy, piano et direction (coffret 3 CD, Printemps des Arts de Monte Carlo, 2019)

### DVD
- Liszt, Bénédiction de Dieu dans la Solitude ; Pensées des Morts ; Sonate en si mineur (concert, Mirare, 2003)